# Лоан Русе
Лоан Русе (фр. Loane Russet; Нумеа, 26. новембар 2005) вануатска је пливачица, олимпијка и вишеструка национална рекордерка, чија ужа специјалност су спринтерске трке слободним стилом. Прва је жена у историји вануатског пливања која је наступила на Олимпијским играма. 

## Спортска каријера
Лоан је започела са интензивнијим пливачким тренинзима и наступима на међународној сцени након што је 2023. завршила средњу школу у својој земљи и преселила се у Аустралију, на студије на Универзитету Квинсленда, где се прикључила универзитетском пливачком тиму.
Прво велико међународно такмичење на којем је учествовала је било светско првенство у Фукуоки 2023, где је остварила пласмане на 81, односно 73. место у квалификацијама трка на 50 и 100 метара слободном стилом. Знатно боље резултате остварила је наредне године на светском првенству у  Дохи 2024 — 79. место на 50 слободно и 73. место на  100 слободно (уз личне рекорде у обе дисциплине). Два месеца касније је учествовала и на првенству Океаније у Гоулд Коусту где пак није успела да направи неки значајнији резултат.
Захваљујући специјалној позивници наступила је на Летњим олимпијским играма у Паризу 2024, поставши тако првим женским учесником олимпијских пливачких такмичара за Вануату. У Паризу је пливала у квалификацијама трке на 50 метара слободним стилом. Наступила је у четвртој квалификационој групи где је пливала у стази 8, и са временом од 28.86 секунди заузела је ђесто место у својој квалификационој групи, односно укупно 54. место у конкуренцији 79 такмичарки. Уједно је то био и нови национални рекорд Вануатуа у тој дисциплини. 